# Clu Gulager
William Martin Gulager (n. 16 noiembrie 1928, Holdenville⁠(d), Oklahoma, SUA – d. 5 august 2022, Los Angeles, California, SUA), mai cunoscut sub numele de Clu Gulager, a fost un actor și regizor american de televiziune și film.

## Filmografie

### Film
| An   | Titlu                                         | Rol                     | Note                                   |
| ---- | --------------------------------------------- | ----------------------- | -------------------------------------- |
| 1964 | The Killers                                   | Lee                     |                                        |
| 1966 | And Now Miguel                                | Johnny                  |                                        |
| 1967 | Sullivan's Empire                             | Juan Clemente           | Film TV                                |
| 1969 | Winning                                       | Larry                   |                                        |
| 1969 | A Day with the Boys                           | —                       | Regizor                                |
| 1971 | The Last Picture Show                         | Abilene                 |                                        |
| 1972 | Molly and Lawless John                        | Deputy Tom Clements     |                                        |
| 1972 | The Glass House                               | Officer Cortland        | Film TV                                |
| 1972 | Footsteps                                     | Jonas Kane              | Film TV                                |
| 1973 | Call to Danger                                | Emmet Jergens           | Film TV                                |
| 1974 | McQ                                           | Toms                    |                                        |
| 1974 | Hit Lady                                      | Roarke                  |                                        |
| 1974 | Gangsterfilmen                                | Glenn Mortenson         |                                        |
| 1974 | Smile Jenny, You're Dead                      | Detective Milt Bosworth | Film TV                                |
| 1974 | Houston, We've Got a Problem                  | Lou Matthews            | Film TV                                |
| 1977 | The Other Side of Midnight                    | Bill Fraser             |                                        |
| 1978 | A Question of Love                            | Mike Guettner           | Film TV                                |
| 1979 | A Force of One                                | Dunne                   |                                        |
| 1979 | Willa                                         | Joe Welch               | Film TV                                |
| 1980 | Kenny Rogers as The Gambler                   | Rufe Bennett            | Film TV                                |
| 1980 | Skyward                                       | Steve Ward              | Film TV                                |
| 1983 | Living Proof: The Hank Williams Jr. Story     | J.R. Smith              | Film TV                                |
| 1983 | Lies                                          | Doctor Bartlett         |                                        |
| 1984 | Chattanooga Choo Choo                         | Sam                     |                                        |
| 1984 | The Initiation                                | Dwight Fairchild        |                                        |
| 1985 | Into the Night                                | Federal Agent           |                                        |
| 1985 | Prime Risk                                    | Paul Minsky             |                                        |
| 1985 | The Return of the Living Dead                 | Burt Wilson             |                                        |
| 1985 | A Nightmare on Elm Street 2: Freddy's Revenge | Mr. Walsh               |                                        |
| 1985 | Bridge Across Time                            | Peter Dawson            | Altă denumire: Terror at London Bridge |
| 1986 | Hunter's Blood                                | Mason Rand              |                                        |
| 1987 | From a Whisper to a Scream                    | Stanley Burnside        | Titlu original : The Offspring         |
| 1987 | The Hidden                                    | Lieutenant Ed Flynn     |                                        |
| 1987 | Summer Heat                                   | Will                    |                                        |
| 1988 | Tapeheads                                     | Norman Mart             |                                        |
| 1988 | I'm Gonna Git You Sucka                       | Lieutenant Baker        |                                        |
| 1988 | Teen Vamp                                     | The Reverend            |                                        |
| 1988 | Uninvited                                     | Albert                  |                                        |
| 1990 | Dan Turner, Hollywood Detective               | Desk Sergeant           |                                        |
| 1990 | The Willies                                   | Greeley Principal       |                                        |
| 1991 | My Heroes Have Always Been Cowboys            | Dark Glasses            |                                        |
| 1992 | Eddie Presley                                 | Sid                     |                                        |
| 1993 | Killing Device                                | Smitty                  |                                        |
| 1993 | In the Line of Duty: Ambush in Waco           | McLennan County Sheriff | Film TV                                |
| 1994 | Puppet Master 5: The Final Chapter            | Man #1                  |                                        |
| 1999 | Gunfighter                                    | Uncle Buck Peters       |                                        |
| 1999 | Palmer's Pick-Up                              | Jeb                     |                                        |
| 2005 | Feast                                         | Bartender               |                                        |
| 2006 | Vic                                           | Vic Reeves              | Scurtmetraj                            |
| 2008 | Feast II: Sloppy Seconds                      | Bartender               |                                        |
| 2009 | Feast III: The Happy Finish                   | Bartender               |                                        |
| 2012 | Piranha 3DD                                   | Mo                      |                                        |
| 2015 | Tangerine                                     | The Cherokee            |                                        |
| 2015 | Director's Commentary: Terror of Frankenstein | Gavin Merrill           |                                        |
| 2016 | Blue Jay                                      | Waynie                  |                                        |
| 2018 | Children of the Corn: Runaway                 | Crusty                  |                                        |
| 2018 | Give Til It Hurts                             | Mr. Lawson              |                                        |
| 2019 | Once Upon a Time in Hollywood                 | Book Store Owner        |                                        |
| 2019 | Scream, Queen! My Nightmare on Elm Street     | Rolul său               | Film documentar                        |

### Televiziune
| An      | Titlu                                  | Rol                                               | Note                                           |
| ------- | -------------------------------------- | ------------------------------------------------- | ---------------------------------------------- |
| 1956    | The United States Steel Hour           | Danny                                             | Episodul: "Bang the Drum Slowly"               |
| 1956    | Goodyear Playhouse                     | Terrible                                          | Episodul: "Stardust II"                        |
| 1957    | Studio One in Hollywood                | Lloyd Carpenter                                   | Episodul: "Walk Down the Hill"                 |
| 1957    | The Alcoa Hour                         | James Wesley                                      | Episodul: "15 October 1864"                    |
| 1959    | Black Saddle                           | Andy Meade                                        | Episodul: "Client: Meade"                      |
| 1959    | Playhouse 90                           | Zach                                              | Episodul: "The Day Before Atlanta"             |
| 1959    | Westinghouse Desilu Playhouse          | Young Vix                                         | Episodul: "The Day the Town Stood Up"          |
| 1959    | Laramie                                | Private Gil Brady                                 | Episodul: "Fugitive Road"                      |
| 1959    | The Untouchables                       | Vincent "Mad Dog" Coll                            | Vincent "Mad Dog" Coll                         |
| 1959    | The Lawless Years                      | Tommy Pavolock                                    | Episodul: "The Immigrant"                      |
| 1959    | Have Gun – Will Travel                 | Roy Carter                                        | Episodul: "Return of Roy Carter"               |
| 1959    | Wanted Dead or Alive                   | Joe Collins                                       | Episodul: "Crossroads"                         |
| 1959–64 | Wagon Train                            | Diverse                                           | 5 episoade                                     |
| 1960    | The Rebel                              | Virgil Taber                                      | Episodul: "Paint a House with Scarlet"         |
| 1959    | Alfred Hitchcock Presents              | Sailor                                            | Sezonul 5 Episodul 3 ("Appointment at Eleven") |
| 1960    | Alfred Hitchcock Presents              | Rod Collins                                       | Sezonul 6 Episodul 6 ("Pen Pal")               |
| 1960–62 | The Tall Man                           | Billy the Kid                                     | 75 episoade                                    |
| 1962    | The Alfred Hitchcock Hour              | Jimmy K. Bresson                                  | Sezonul 1 Episodul 6: "Final Vow"              |
| 1963    | The Virginian                          | Jake Carewe                                       | Episodul: "The Judgement"                      |
| 1963    | The Virginian                          | Jud                                               | Episodul: "Run Quiet"                          |
| 1963–68 | The Virginian                          | Emmet Ryker                                       | 102 episoade, menționat doar în 44             |
| 1964    | Kraft Suspense Theatre                 | Dan Walsh                                         | Episodul: "The Deep End"                       |
| 1964    | Dr. Kildare                            | Dr. Norman Gage                                   | 2 episoade                                     |
| 1968–73 | Ironside                               | Frank Clinton / D.W. Donnelly / Jack Brody        | 3 episoade                                     |
| 1969    | The Survivors                          | Senator Mark Jennings                             | Episodul: "Chapter Twelve"                     |
| 1970    | San Francisco International Airport    | Bob Hatten                                        | 3 episoade                                     |
| 1971    | The F.B.I.                             | Lyle Chernik                                      | 2 episoade                                     |
| 1971–75 | Cannon                                 | B.J. Long / Burdick / Jonathan Quill              | 3 episoade                                     |
| 1972    | Bonanza                                | Billy Brenner                                     | Episodul: "Stallion"                           |
| 1972    | The Mod Squad                          | Dustin Ellis                                      | Episodul: "Another Final Game"                 |
| 1972    | Medical Center                         | Jack                                              | Episodul: "The Choice"                         |
| 1972–76 | Hawaii Five-O                          | Arthur Lambert / Jack Gulley                      | 2 episoade                                     |
| 1973    | Mannix                                 | Kyle Foster                                       | Episode: The Man Who Wasn't There              |
| 1973    | Kung Fu                                | Sheriff Rutledge                                  | Episodul: "Blood Brother"                      |
| 1973    | Walt Disney's Wonderful World of Color | Keith Raynor                                      | The Mystery In Dracula's Castle (Partea 1–2)   |
| 1973–76 | Barnaby Jones                          | Sheriff Mack Hollister / Mark Landy               | 2 episoade                                     |
| 1974    | Shaft                                  | Richard Quayle                                    | Episodul: "The Murder Machine"                 |
| 1974    | Get Christie Love!                     | Sheriff Burl Taggert                              | Episodul: "Highway to Murder"                  |
| 1974–75 | Police Story                           | Officer Williams / Tim Keegan                     | 2 episoade                                     |
| 1975    | McCloud                                | Johnny Monahan                                    | Episodul: "Lady on the Run"                    |
| 1975    | The Streets of San Francisco           | Inspector George Turner                           | Episodul: "Poison Snow"                        |
| 1976    | Ellery Queen                           | Father Terrence Devlin / Captain Thomas G. Horton | 2 episoade                                     |
| 1976    | Once An Eagle                          | Alvin Merrick                                     | Rol secundar                                   |
| 1979    | The MacKenzies of Paradise Cove        | Cuda Weber                                        | 6 episoade                                     |
| 1981    | Falcon Crest                           | Chase Gioberti                                    | Episodul: "Unaired Pilot"                      |
| 1982    | Quincy, M.E.                           | Larry Krushevitz                                  | Episodul: "For Love of Joshua"                 |
| 1982    | CHiPs                                  | Stoler                                            | Episodul: "The Game of War"                    |
| 1982–86 | The Fall Guy                           | Col. Halston / Osborne / Marv Jackson             | 3 episoade                                     |
| 1983    | Automan                                | Rudolph Brock                                     | Episodul: "The Great Pretender"                |
| 1984    | The Master                             | Mr. Christensen                                   | Episodul: "Max"                                |
| 1985    | Street Hawk                            | Will Gassner                                      | Episodul: "Fire on the Wing"                   |
| 1986    | Airwolf                                | Cullen Dixon                                      | Episodul: "Day of Jeopardy"                    |
| 1986    | Magnum, P.I.                           | Theo Wolf                                         | Episodul: "Way of the Stalking Horse"          |
| 1986    | Simon & Simon                          | Nathan Sloan                                      | Episodul: "The Manual"                         |
| 1986    | North and South, Book II               | Gen. Philip Henry Sheridan                        | Miniserial                                     |
| 1985–87 | Murder, She Wrote                      | Ray Carter / Mike Gann / Carl Mestin              | 3 episoade                                     |
| 1988    | MacGyver                               | Walt Kirby                                        | Episodul: "Thin Ice"                           |
| 1995    | Kung Fu: The Legend Continues          | Deputy Clay Hardin                                | Episodul: "Gunfighters"                        |
| 1995    | Beavis and Butt-Head                   | Anderson's War Buddy (voice)                      | Episodul: "What's the Deal?"                   |
| 1995    | Walker, Texas Ranger                   | Duke Jamison                                      | Episodul: "Final Justice"                      |
| 1996    | Dr. Quinn, Medicine Woman              | Art McKendrick                                    | Episodul: "Medicine Man"                       |